# Picún Leufú (departement)
Picún Leufú is een departement in de Argentijnse provincie Neuquén. Het departement (Spaans:  departamento) heeft een oppervlakte van 4.580 km² en telt 4.272 inwoners.

## Plaatsen in departement Picún Leufú
- Aguada del Carrizo
- El Sauce
- Limay Centro
- Paso Aguerre
- Picún Leufú